# فيكتور كاسترو
فيكتور كاسترو (بالإنجليزية: Víctor Castro)‏ هو سياسي أمريكي، ولد في 2 فبراير 1820، وتوفي في 5 مايو 1900.